# 普萊森特加普鎮區 (密蘇里州貝茨縣)
普萊森特加普鎮區（英語：Pleasant Gap Township）是位於美國密蘇里州貝茨縣的一個行政鎮區。

## 地方資料
普萊森特加普鎮區的面積為118.22平方千米，當中陸地面積為118.12平方千米，而水域面積為0.10平方千米。根據2020年美國人口普查的數據，當地共有人口177人，而人口密度為每平方千米1.5人。